# Jerica Jesenko
Jerica Jesenko, slovenska smučarska skakalka, * 18. april 2005.
Jesenko je članica kluba SSK Norica Žiri. 27. januarja 2024 je debitirala v svetovnem pokalu na Ljubnem in se z 28. mestom prvič uvrstila med dobitnice točk svetovnega pokala. Leta 2024 je v Planici postala svetovna mladinska prvakinja na ekipni tekmi.